# Takatsukasa (Familie)
Die derer von Takatsukasa (jap. 鷹司, Takatsukasa-ke) sind ein japanisches hochadliges Geschlecht, das, als Zweig der Fujiwara, seit der Heian-Zeit über Jahrhunderte politischen Einfluss bei Hofe hatte und zahlreiche Sesshō und Kampaku (Regenten) sowie viele Gemahlinnen für die japanischen Kaiser stellte.

## Allgemeines
Das Takatsukasa-ke wurde, als Abspaltung von den seit Jahrhunderten mächtigen Fujiwara, während der mittleren Kamakura-Zeit vom vierten Sohn des Konoe Iezane (近衛家実) Kanehira begründet. Das Haus war eines der fünf Regentenhäuser (五摂家, go-sekke).
Die Familienresidenz – in dem Block zwischen Tsuchimikado/Takatsukasa- und Muromachi/Karasuma-Straßen gelegen – wurde 1467, zu Beginn des Ōnin-Kriegs zerstört. Während der Sengoku-Periode starb die Linie mit Takatsukasa Tadafuyu (鷹司忠冬) aus. Zur beginnenden Edo-Zeit belebte ein Sohn des Nijo Haruyoshi (二条晴良) den Namen wieder, als er sich nach Adoption in Takatsukasa Nobufusa (鷹司信房) umbenannte. Später entstand eine Seitenlinie, die Teil der Matsudaira (鷹司松平氏, Takatsukasa-Matsudaira-shi) bildete.
Während der Edo-Zeit verfügte die Familie über ein bescheidenes Einkommen zwischen 1000 und 1500 koku.
Der kaiserliche Prinz Kan’in-no-miya Naohito-shinnō (閑院宮直仁親王) trat 1743 in die Familiennachfolge ein. Die dritte Tochter des Shōwa-Tennō, Prinzessin Taka (孝宮, Taka no miya; † 27. Mai 1989, 59-jährig) heiratete 1950 den Familienvorstand Takatsukasa Toshimichi († 1966) und nahm den Namen Takatsukasa Kazuko (孝宮 和子) an.
Die Erben der Takatsukasa wurden, wie alle Familienoberhäupter der go-sekke, bei der Adelsreform 1884 alle Fürsten (kōshaku).

## Regenten
Die Familienoberhäupter durchliefen üblicherweise folgenden cursus honorum, wobei ihnen der entsprechende Hofrang mitverliehen wurde: Auf den Gon-Chūnagon (権中納言) folgte die Berufung in das Amt des „Kanzler des Inneren“ (naidaijin), dann zum „Kanzler zur Rechten“ (udaijin). Nach Amtsantritt als „Kanzler zur Linken“ (sadaijin), folgte oft die baldige oder gleichzeitige Ernennung zum Regenten. Die meisten Regenten traten nach einigen Jahren zurück, es finden sich jedoch auch Amtszeiten von 23 bezw. 30 Jahren. Zurückgetretene erhielten häufig ehrenhalber das Großkanzleramt (Dajō Daijin). Viele zogen sich auch, ähnlich wie zurückgetretene Kaiser, in buddhistische Klöster zurück. Nachgeborene Söhne traten ebenfalls häufig in den geistigen Stand, wobei die Familie im 13./14. Jahrhundert eine starke Verbindung zum Kōfuku-ji aufbaute, wo das bettō-Amt meist in den Händen von Familienangehörigen lag.
Sämtliche Amtsinhaber und ihre Regierungszeiten sind in der Liste japanischer Regenten aufgeführt.

## Geschichtlich bedeutende Angehörige

### Ursprüngliche Linie (bis 1552)
- Takatsukasa Kanehira (1228–94; 鷹司 兼平). Begründer der Linie.
- Takatsukasa Mototada (1247–1313/7/7; 鷹司 基忠)
- Takatsukasa Kanetada (1262–1301/8/25, 鷹司 兼忠)
- Takatsukasa Fuyuhira (1275–1327, 鷹司 冬平), folgte seinem Vater Kanetada ins Regentenamt zunächst als sesshō, dann kampaku für Hanazono (1308–13, erneut 1315–16), dann nochmal für Go-Daigo (1324–27). 1310–11 und 1323–27 hatte er das Großkanzleramt inne. Seine Frau war eine Tochter des Konoe Kaneyoshi. Er adoptierte Fuyunori und Morohira, letzterer ein leiblicher Sohn Ichijō Uchisanes (一条 内実). Sein Tagebuch ist überkommen.[1]
- Takatsukasa Fuyunori (1295–1337; 鷹司 冬教)
- Takatsukasa Morohira (1310–53; 鷹司 師平), erhielt mit 17 Jahren den folgenden dritten Hofrang, wurde im nächsten Jahr Gon-Chūnagon. 1337 erfolgte die Ernennung zum Naidaijin, zwei Jahre später erhielt er die Position des „Kanzlers zur Rechten“ (bis 1743). Als Kampaku für Kōmyō (aus der Jimyōin-Linie) amtierte er 1342–6, seit 1344 im folgenden ersten Hofrang. Bekannt ist er auch als Isshinin Zenkampaku oder Shōkōin. Sein Adoptivsohn war Fuyumichi.
- Takatsukasa Fuyumichi (1330–86; 鷹司 冬通) wurde 1342 in den folgenden dritten Rang erhoben, zwei Jahre darauf Gon-Chūnagon. Die Kanzlerschaft zur Rechten folgte 1360, zwei Jahre später udaijin im Jahr darauf kam es zur Erhebung in den ersten Rang.  1367-9 war er Regent für Go-Kōgon. Außerdem war er Leiter des Amtes für die kaiserliche Leibgarde zur Linken. Einer seiner Söhne († 1428; 孝尋) trat in den Tempel Kōfuku-ji der Hossō-Sekte in Nara ein. Eine Tochter wurde mit Ichijō Tsunetsugu verheiratet.
- Takatsukasa Fuyuie (1357–1425; 鷹司 冬家)
- Takatsukasa Fusahira († 1472; 鷹司 房平). Soweit bekannt, traten fünf seiner nachgeborenen Söhne in den geistlichen Stand, wo sie hohe Ämter erhielten. Er wurde 1426 in den folgenden dritten Rang erhoben, zwei Jahre darauf Gon-Chūnagon, 1435 Naidaijin. Drei Jahre später udaijin. Nach der Erhebung in den folgenden ersten Rang 1443, folgte 1446 die Ernennung zum Kanzler zur Linken, bis er dann 1454–55 als Regent für Go-Hanazono amtierte.
- Takatsukasa Masahira (1445–1517; 鷹司 政平). Der Sohn Fusahiras erhielt 16-jährig den folgenden dritten Rang und wurde im folgenden Jahr Gon-Chūnagon. Als der Ōnin-Krieg begonnen hatte, wurde er 1468 Naidaijin. 1475 dann hielt er nacheinander beide Kanzlerämter, das zur Linken bis 1479, bis er schließlich 1483–88  Regent für Go-Tsuchimikado und seit 1485 Großkanzler im verwüsteten Kyoto war. 1516 nahm er die Tonsur. Verheiratet war er seit 1470 mit Ichijō Tsuneko (= Manshu-in), Tochter von Ichijō Kanera, dem er auch persönlich eng verbunden war.[2]
- Takatsukasa Kanesuke (1480–1552; 鷹司 兼輔), der Sohn Masahiras erhielt 1493 den dritten folgenden Rang, mit 17 wurde er Gon-Chūnagon, 1506 Naidaijin. Bereits im nächsten Jahr folgte die Ernennung zum Kanzler zur Rechten. 1514–18 fungierte er als Regent für Go-Kashiwabara. 1515–19 war er zugleich Kanzler zur Linken, im ersten Hofrang. 1542 wurde er im Zeremoniell einer Kaisersmutter gleichgestellt. Seit 1544 war er im Kloster, mit dem Ordensnamen Teikan.
- Takatsukasa Tadafuyu (1509–1546; 鷹司 忠冬), Sohn des Kanesuke, Regent von 1542–45 für Go-Nara, war der letzte der Linie. Ein Erlöschen wurde durch die Annahme des Namens Takatsukasa Nobufusa durch einen Sohn Nijo Haruyoshis lange nach Tadafuyus Tod verhindert.

### Neubegründete Linie
- Takatsukasa Nobufusa (1565–1658; 鷹司 信房)
- Takatsukasa Nobuhisa (1590–1621; 鷹司 信尚). Regent 1612–15 für Go-Mizunoo. Verheiratet mit der kaiserlichen Prinzessin Kiyoko (清子), einer Tochter des Go-Yōzei.
- Takatsukasa Takako (1602–1674; 鷹司 孝子)
- Takatsukasa Norihira (1609–1668; 鷹司 教平)
- Takatsukasa Nobuko (1651–1709; 信子), Norihira's Tochter, wurde die Jōkō-in des Tokugawa Tsunayoshi.
- Takatsukasa Fusasuke (1637–1700; 鷹司 房輔)
- Takatsukasa Kanehiro (1659–1725; 鷹司 兼熙), der älteste Sohn[3] des Fusasuke war 1703–07 Kanzler zur Linken und Regent für Higashiyama im ersten folgenden Hofrang. Seine Frau als Matsudaira-chō bekannt war eine Tochter des Daimyō von Takamatsu in der Provinz Sanuki Matsudaira Yorishige. Er adoptierte Fusahiro (1710–30; 房熙) der ab 1728 Naidaijin war. Außerdem hatte er eine Tochter Motoko (1675–1697; 鷹司 基子), die Hofdame wurde. Überkommen sind seine Kalligraphien des Genji monogatari.[4]
- Takatsukasa Sukenobu (1683–1744; 鷹司 輔信) der vierte Sohn von Fusasuke, wurde mit Yaeko (1689–1746), der Adoptivtochter von Tokugawa Tsunayoshi verheiratet. Seine zweite Frau war die Yōshin-in († 1739) aus dem Mori-Klan stammend. Er hatte eine Tochter, die ins Kloster ging. Aktiv war er als Teemeister.
- Takatsukasa Hisasuke (1726–1733; 鷹司 尚輔) verstarb ebenso wie sein Adoptivvater Fusahiro jung. Sein leiblicher Vater war Konoe Iehiro. Um das ie zu erhalten, adoptierte „er“ Mototeru (1727–43; 基輝; postum: Jōjūshiin), den zweiten Sohn des Ichijō Kaneka.
- Takatsukasa Sukehira (1738–1813; 鷹司 輔平).
- Takatsukasa Masahiro (* 1761; † 10. März 1840 [jap.: Kalender Tempō 11/2/7]; 鷹司 政熙), der älteste Sohn Sukehiras wurde 1789 Naidaijin. Es folgte 1776 die Ernennung zum Kanzler zur Linken (bis 1779), bis er dann 1795–1814 als Regent für Kōkaku amtierte. Protokollarisch wurde er einer Kaiserinmutter gleichgestellt. 1823 trat er in ein Kloster unter dem Namen Bunkyōin Nyūdō ein. Er hatte mindestens drei Frauen und ca. 30 Kinder, die meisten mit seiner Hauptfrau, einer Tochter des 10. Daimyō von Tokushima in der Provinz Awa Hasuda Shigenobu (蜂須賀 重喜).
- Takatsukasa Masamichi (* 1789 in Kyoto; † 1868/10/16; 鷹司 政通)
- Takatsukasa Sukehiro (* 1807 in Kyoto; † 19. November 1879; 鷹司 輔煕)

### Moderne

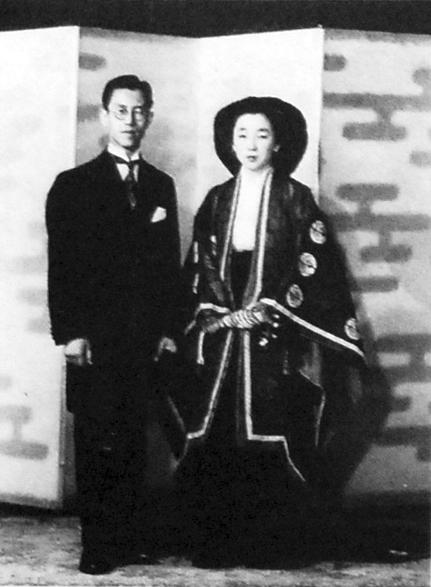
Hochzeitsfoto Takatsukasa Toshimichi und Prinzessin Taka (1950)

- Takatsukasa Hiromichi (* 1855 in Kioto; † 17. Mai 1918; 鷹司 煕通)
- Takatsukasa Nobusuke (* 29. April 1889; † 1. Februar 1959)
- Takatsukasa Toshimichi (1923–66; 鷹司 平通), Nobusukes einziger Sohn, heiratete Prinzessin Taka, dritte Tochter des Shōwa-Tennō. Er war beim Tokioter Verkehrsmuseum angestellt und verfasste Bücher über Lokomotiven. Er adoptierte aus der Matsudaira-Familie Hisatake.
- Takatsukasa Hisatake (鷹司 尚武) ist nicht nur seit 2007 Oberpriester am  Ise-Schrein, sondern war auch Präsident der NEC Communication Systems Ltd. (NEC通信システム). Er hat einen Sohn und eine Tochter.